# Rhizoplatys canui
Rhizoplatys canui är en skalbaggsart som beskrevs av Roger Paul Dechambre 1983. Rhizoplatys canui ingår i släktet Rhizoplatys och familjen Dynastidae. Inga underarter finns listade i Catalogue of Life.